# Měchura (jídlo)
Měchura, říčice či (v)očepák je sladké pečivo – konkrétně velký, velmi zdobený koláč (v průměru okolo 50 cm). Označení očepák bylo typické pro Jižní Čechy konkrétně Prácheňsko, říčice pak pro Blatsko, měchura je pak o něco obecnější termín, který podle kontextu může, ale nemusí označovat totéž, co pojmenování očepák. Obecně všechna tato pojmenování 19. století s postupným ústupem lidových zvyků a tradic více či méně vymizela a ve formě příjmení se zachovalo slovo měchura. Tyto koláče se pekly převážně na slavnosti jako svatba, kde je mohli dostat například hudebníci za hraní od žen (panímám, tet), či se dávaly jako výslužka při čepení – proto očepák.